# Jack et le Haricot magique
Pour les articles homonymes, voir Jack et le Haricot magique (homonymie).
Jack et le Haricot magique ou Jacques et le Haricot magique au Québec (Jack and the Beanstalk) est un conte populaire anglais.
Il comporte certaines similitudes avec Jack le tueur de géants, autre conte mettant en scène un héros des Cornouailles. Les origines de Jack et le Haricot magique sont incertaines. On peut voir dans une version parodique parue dans la première moitié du XVIIIe siècle une première variante littéraire de l'histoire. En 1807, Benjamin Tabart publie à Londres une version moralisée, plus proche de la version connue actuellement. Par la suite, Henry Cole popularisera l'histoire dans The Home Treasury (1842), et Joseph Jacobs en donnera encore une autre version dans English Fairy Tales (1890). Cette dernière est la version qui, aujourd'hui, est le plus souvent reproduite dans les recueils en langue anglaise et, du fait que la morale en est absente et par son traitement littéraire plus « sec », elle est souvent considérée comme étant plus fidèle aux versions orales que celle de Tabart. Sur ce point, cependant, aucune certitude ne peut exister.
Jack et le Haricot magique figure parmi les contes populaires les plus célèbres et a fait, jusqu'à nos jours, l'objet de nombreuses adaptations sous différentes formes.

## Premières versions imprimées
On ne connaît pas précisément l'origine de ce conte, mais on pense qu'il a des racines britanniques.
Selon Iona et Peter Opie, la première version littéraire du conte est Enchantment Demonstrated in the Story of Jack Spriggins and the Enchanted Bean, qui figure dans l'édition anglaise de 1734 de Round About our Coal-Fire or Christmas Entertainments, recueil dont une première édition, qui n'incluait pas le conte, date de 1730. Il s'agit alors d'une version parodique qui tourne en dérision le récit, mais qui témoigne cependant, de la part de l'auteur, d'une bonne connaissance du conte traditionnel.

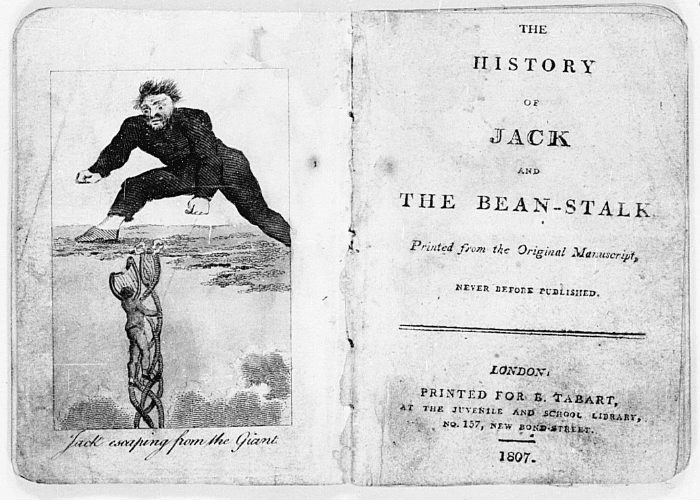
Frontispice (« Jack escaping from the Giant ») et page de titre de The History of Jack and the Bean-Stalk, B. Tabart, Londres, 1807.

Avant de trouver une nouvelle version imprimée du conte, il faut attendre 1807, avec la publication de deux ouvrages : The History of Mother Twaddle, and the Marvellous Atchievements of Her Son Jack, avec pour nom d'auteur les seules initiales « B.A.T. », et The History of Jack and the Bean, édité à Londres par Benjamin Tabart. Dans le premier cas, il s'agit d'une version versifiée qui diffère sensiblement de la version connue : c'est une servante qui conduit Jack dans la maison du géant, et elle donne à ce dernier de la bière pour l'endormir ; une fois que le géant est endormi, Jack le décapite ; il épouse ensuite la servante et fait venir sa mère. L'autre version, dont la page de titre renseigne qu'il s'agit d'une version "imprimée d'après le manuscrit original, jamais publiée auparavant", se rapproche davantage du conte tel qu'on le connaît aujourd'hui,, si ce n'est qu'il fait intervenir le personnage d'une fée qui donne la morale du récit.
En 1890, Joseph Jacobs rapporta, dans English Fairy Tales, une version de Jack et le Haricot magique, qu'il dit basée sur « des versions orales entendues dans son enfance en Australie aux environs de 1860 », et dans laquelle il prend parti d'ignorer la justification donnée par Tabart au fait que Jack tue le géant. Par la suite, les autres versions du conte suivront tantôt Tabart, qui donc justifie les actes du héros, tantôt Jacobs, qui présente Jack comme un fieffé filou. Ainsi, Andrew Lang, dans un Red Fairy Book, également publié en 1890, suit-il Tabart. Il est difficile de déterminer, de Tabart/Lang ou de Jacobs, laquelle des deux versions est la plus proche de la version orale : tandis que des spécialistes comme Katharine Briggs, Philip Neil ou Maria Tatar préfèrent la version de Jacobs, d'autres, comme Iona et Peter Opie, considèrent que ce n'est là « rien d'autre qu'une réécriture du texte que l'on continue à imprimer depuis plus d'un demi-siècle. »

## Résumé (version de Jacobs)

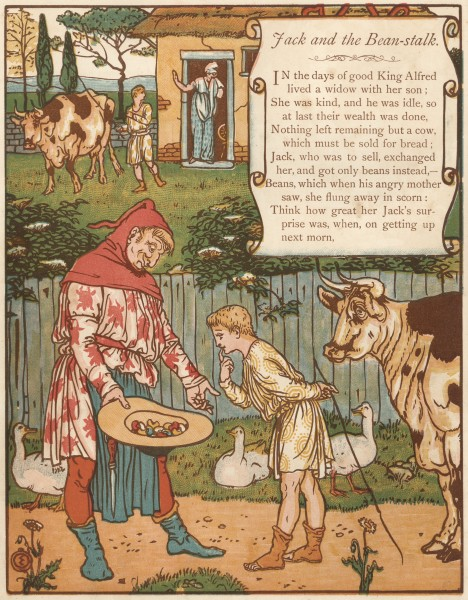
Jack échange sa vache contre des haricots. Illustration de Walter Crane.

Dans la version du conte donnée par Jacobs, Jack est un garçon qui vit seul avec sa mère, qui est veuve. Leur seul moyen de subsistance est le lait que donne leur unique vache. Un matin, ils se rendent compte que leur vache ne donne plus de lait. La mère de Jack décide alors d'envoyer son fils la vendre au marché.
En chemin, Jack rencontre un vieil homme à l'allure étrange et qui salue Jack en l'appelant par son prénom. Il parvient à convaincre Jack d'échanger sa vache contre des haricots qu'il dit « magiques » : si on les plante pendant la nuit, le matin ils auront poussé jusqu'au ciel ! Quand Jack revient chez lui sans argent mais avec, seulement, une poignée de haricots, sa mère se met en colère et jette les haricots par la fenêtre. Elle punit son fils pour sa crédulité en l'envoyant au lit sans souper.

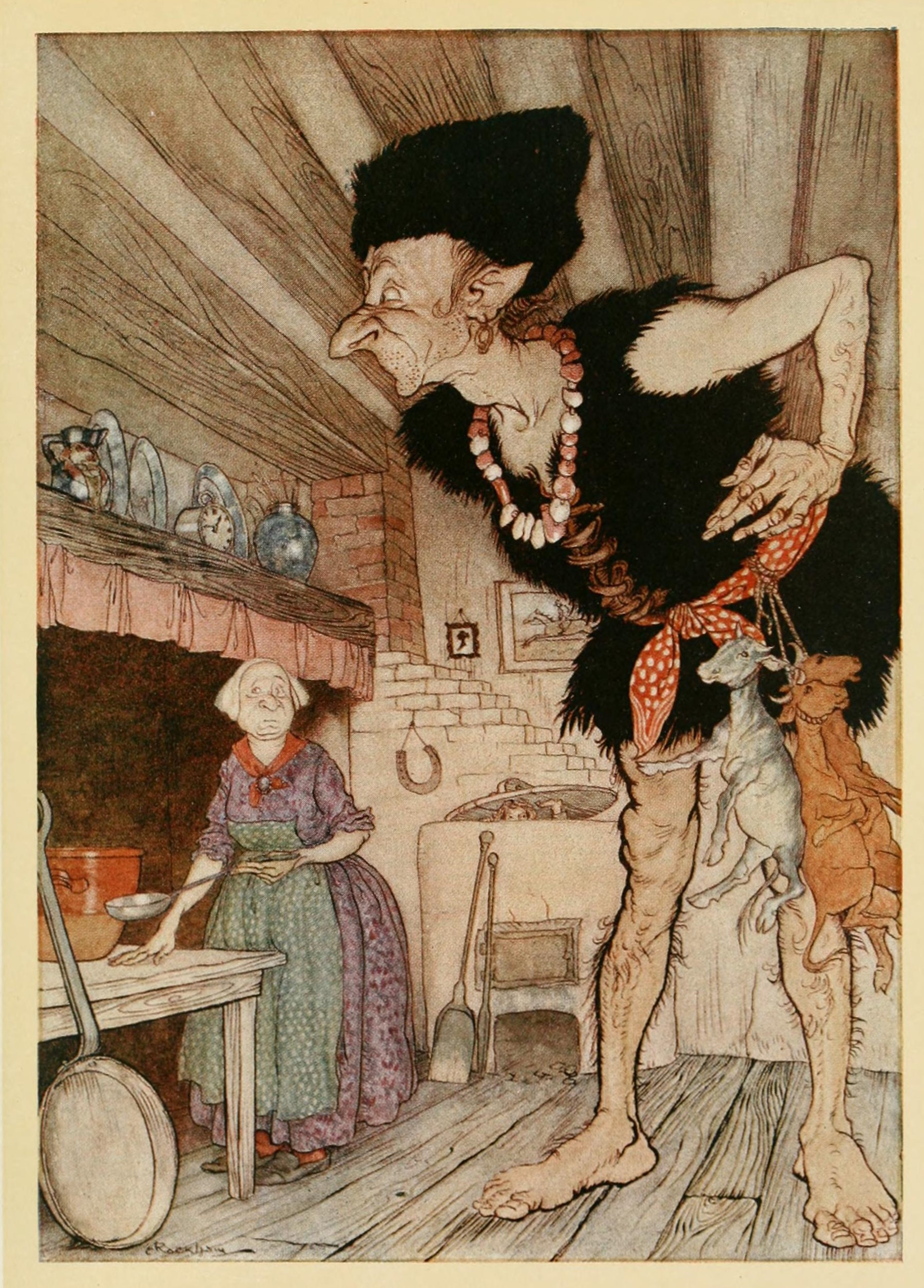
« Fee-fi-fo-fum, I smell the blood of an Englishman. ». Illustration d'Arthur Rackham extraite de Flora Annie Steel, English Fairy Tales, 1918.

Tandis que Jack dort, les haricots poussent dans le sol et, au matin, une gigantesque tige de haricots a poussé à l'endroit où ils ont été jetés. À son réveil, quand Jack voit l'énorme tige montant jusqu'au ciel, il décide directement de grimper à son sommet.
Tout en haut, il trouve une large route, qu'il emprunte, et qui le conduit à une grande maison. Sur le seuil de la grande maison se tient une grande femme. Jack lui demande de lui offrir à déjeuner, mais la femme le met en garde : son mari est un ogre et, si Jack ne tourne pas les talons, c'est lui qui risque de servir de déjeuner à son mari. Jack insiste, et la géante lui prépare à manger. Jack n'est pas arrivé à la moitié de son repas, que des bruits de pas se font entendre, qui font trembler toute la maison. La géante cache Jack dans un fourneau. L'ogre arrive et, immédiatement, il sent la présence d'un humain :
« Fee-fi-fo-fum !
I smell the blood of an Englishman,
Be he alive, or be he dead,
I'll have his bones to grind my bread. »
Ce qui veut dire :
« Fee-fi-fo-fum !
Je renifle le sang d'un Anglais,
Qu'il soit vivant, ou qu'il soit mort,
J'aurai ses os à moudre pour faire mon pain. »
La femme de l'ogre dit à celui-ci qu'il se fait des idées et que l'odeur qu'il sent est sans doute celle des restes du petit garçon dont il s'est délecté la veille. L'ogre s'en va et, alors que Jack est prêt à sauter de sa cachette et à prendre ses jambes à son cou, la géante lui dit d'attendre que son mari soit en train de faire la sieste. Après que l'ogre a ingurgité, Jack le voit prendre quelques sacs dans un coffre et compter les pièces d'or qu'ils contiennent jusqu'au moment où il s'est endormi. Alors, Jack sort du four sur la pointe des pieds, et il s'échappe en emportant l'un des sacs d'or. Il descend la tige de haricots et ramène l'or à sa mère.

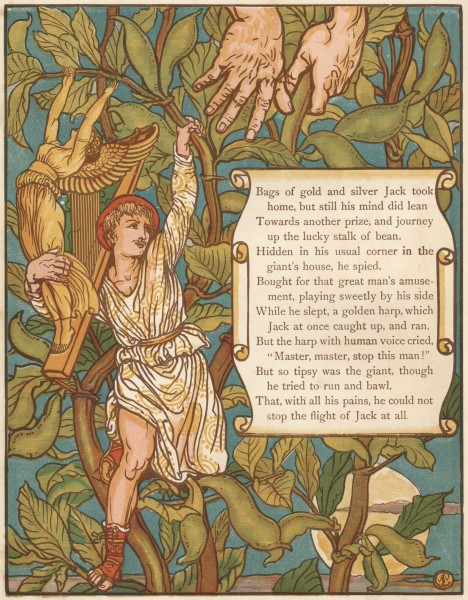
Jack s'échappe une troisième fois, en emportant une harpe magique. L'ogre est à ses trousses. Illustration de Walter Crane.

L'or permet à Jack et à sa mère de vivre pendant un certain temps, mais arrive un moment où il n'y en a plus, et Jack décide de remonter en haut de la tige de haricots. Sur le seuil de la grande maison, il trouve de nouveau la géante. Elle lui demande si ce n'est pas lui qui est déjà venu, le jour où son mari s'est aperçu que l'un de ses sacs d'or manquait. Jack lui répond qu'il a faim et qu'il ne peut pas lui parler tant qu'il n'a pas mangé. La géante, de nouveau, lui prépare un repas... Tout se passe comme la fois précédente mais, cette fois, Jack parvient à dérober une oie qui, à chaque fois qu'on dit « ponds », pond un œuf d'or. Il la ramène à sa mère.
Bien vite, Jack, insatisfait, éprouve l'envie de remonter au sommet de la tige de haricots. Une troisième fois, il escalade donc la tige mais, au lieu d'aller tout droit jusqu'à la grande maison, quand il arrive près de celle-ci, il se cache derrière un buisson et attend, avant d'entrer chez l'ogre, que la géante soit sortie chercher de l'eau. Dans la maison, il se trouve une autre cachette, dans une « marmite ». Le couple de géants revient. Encore une fois, l'ogre sent la présence de Jack. La géante dit alors à son mari de chercher dans le four, car c'est là que Jack s'était caché auparavant. Jack n'y est pas, et ils se disent que l'odeur est sans doute celle d'une femme que l'ogre a mangée la veille. Après le déjeuner, l'ogre demande à sa femme de lui apporter sa harpe d'or. La harpe chante jusqu'à ce que l'ogre se soit endormi, et Jack, alors, en profite pour sortir de sa cachette. Au moment où Jack s'empare de la harpe, celle-ci appelle son maître l'ogre avec une voix humaine, et l'ogre se réveille. L'ogre poursuit Jack, qui s'est emparé de la harpe, jusqu'à la tige de haricots. L'ogre descend la tige derrière Jack mais, une fois que Jack est arrivé en bas, vite, il demande à sa mère de lui donner une hache, dont il se sert pour couper l'énorme tige. L'ogre tombe et « brise sa couronne ».
Jack montre à sa mère la harpe d'or, et grâce à elle, et en vendant les œufs d'or, ils deviennent tous les deux très riches. Jack épouse une grande princesse. Et ils vivent par la suite heureux pour toujours.

## Variantes
Les trois vols sont absents de la version parodique de 1734 et de la version « B.A.T. » de 1807, mais pas la tige de haricots. Dans la version de Tabart (1807), Jack, à son arrivée dans le royaume du géant, apprend d'une vieille femme que les biens de son père ont été dérobés par le géant.

## Structure
- Introduction : Jack et sa mère sont pauvres, mais leur vache donne du lait.
  - Malheur → Mission : La vache ne fait plus de lait
  - Rencontre → Proposition magique ← Échec terrestre de la mission : Jack fait la rencontre d'un « magicien » – Jack accepte la magie et échange la vache contre un ou des haricots.
  - Sanction terrestre : Jack, puni, est privé de nourriture (Jack a faim). NUIT : Jack dort.
  - La magie s'opère : Au matin, découverte de la tige de haricots géante.
- Le Monde céleste :
  - 1re visite/ 1er vol (Jack a très faim) : (a) La femme de l'ogre protège Jack et le cache dans un four – (b) L'ogre sent Jack : Fee-fi-fo-fum ! (« refrain-formule ») – (c) Jack emporte le sac d'or – (d) L'ogre ne se doute de rien.
  - 2e visite/ 2e vol (Jack a faim) : (a) La femme de l'ogre doute de Jack et le cache, malgré tout, dans le four – (b) Fee-fi-fo-fum !  – (c) Jack emporte la poule aux œufs d'or – (d) L'ogre, dans sa maison, manque d'attraper Jack.
  - 3e visite/ 3e vol (Jack désire trouver d'autres trésors) : (a) Jack se cache dans une marmite – (b) Fee-fi-fo-fum ! – (a') La femme de l'ogre dénonce Jack – (c) Jack emporte la harpe d'or – (d) L'ogre poursuit Jack jusque sur la tige.
- Conclusion : Chute et mort de l'ogre – Jack et sa mère sont riches et heureux.

Ce plan fait ressortir plusieurs progressions, chacune d'elles s'effectuant en trois temps : dans le Monde terrestre, la faim devient plus vive (vache à lait → haricot → le « coucher sans souper ») et, dans le Monde céleste, la faim s'atténue pour se transformer finalement en désir de plus de richesses, la femme de l'ogre se désolidarise peu à peu de Jack et, enfin, le danger représenté par l'ogre devient de plus en plus concret.

## Classification

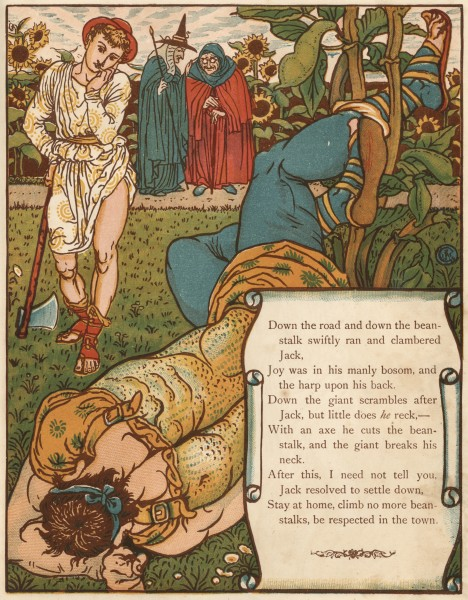
La chute de l'ogre. Illustration de Walter Crane.

Le conte est habituellement rangé dans les contes AT 328, selon la classification Aarne-Thompson, correspondant au type « Le Garçon qui vole les trésors de l'ogre ». Cependant, l'un des éléments principaux du conte, à savoir la tige de haricots, n'apparaît pas dans d'autres contes de cette catégorie. Une tige de haricots semblable à celle apparaissant dans Jack et le Haricot magique se retrouve dans d'autres contes-types, comme AT 563, « Les Trois Objets magiques », et AT 555, « Le Pêcheur et sa femme ». La chute de l'ogre de la tige de haricots semble quant à elle être propre à Jack.

## La formule «Fee-fi-fo-fum»
La formule apparaît dans certaines versions du conte Jack le tueur de géant (XVIIIe siècle) et, plus tôt, dans la pièce de Shakespeare Le Roi Lear (v.1605). On en trouve un écho dans le conte russe de Vassilissa-la-très-belle, ou la sorcière s'écrie : « Fou-fou ! Il y a une odeur russe par ici ! » (Fou, Фу signifiant « Fi ! Pouah ! » en russe).

## Parallèles dans d'autres contes
Parmi d'autres contes similaires, contes-types AT 328 « Le Garçon qui vole les trésors de l'ogre », on trouve notamment le conte italien Le Treizième et le conte grec Comment le dragon fut dupé. Corvetto, conte figurant dans le Pentamerone (1634-1636) de Giambattista Basile, fait également partie de ce type. Il y est question d'un jeune courtisan qui jouit des faveurs d'un roi (d'Écosse) et suscite la jalousie des autres courtisans, lesquels cherchent dès lors un moyen de se débarrasser de lui. Non loin de là, dans un château fortifié juché au sommet d'une montagne, vit un ogre, servi par une armée d'animaux et qui détient certains trésors que le roi est susceptible de convoiter. Les ennemis de Corvetto font en sorte que le roi envoie le jeune homme chercher chez l'ogre, d'abord un cheval qui parle, ensuite une tapisserie. Comme le jeune homme rentre dans les deux cas victorieux de sa mission, ils font en sorte que le roi lui commande de s'emparer du château de l'ogre. Pour mener à bien cette troisième mission, Corvetto se présente à la femme de l'ogre, qui est occupée à préparer un festin ; il lui propose de l'aider dans sa tâche mais, au lieu de cela, la tue, d'un coup de hache. Corvetto, ensuite, réussit à faire tomber l'ogre et tous les invités au festin dans un trou creusé devant la porte du château. En récompense, le roi accorde finalement au jeune héros la main de sa fille.
Les frères Grimm relèvent des analogies entre Jack et le Haricot magique et le conte allemand Les Trois Cheveux d'or du Diable (KHM 29), dans lequel la mère ou la grand-mère du diable agit d'une manière assez comparable au comportement de la femme de l'ogre dans Jack : une figure féminine qui protège l'enfant de la figure masculine mauvaise. Dans la version de Perrault du conte Le Petit Poucet (1697), la femme de l'ogre vient elle aussi en aide à Poucet et ses frères.
Le thème de la plante géante servant d'échelle magique entre Monde terrestre et un Monde céleste se retrouve dans d'autres contes, notamment russes, par exemple Le Renard médecin.
Le conte est inhabituel du fait que, dans certaines versions, le héros, bien qu'adulte, ne se marie pas à la fin mais retourne chez sa mère. On ne trouve cette particularité que dans un petit nombre d'autres contes, par exemple certaines variantes du conte russe Vassilissa la Belle,.

## Motifs et origines anciennes de ceux-ci
La tige de haricots semble être une réminiscence de l'Arbre du Monde reliant la Terre au Ciel, une ancienne croyance présente en Europe du Nord. Elle peut faire penser à un conte celtique, forme rémanente du mythe de l’Axis mundi, mythe primordial de l'arbre cosmique, lien symbolique magico-religieux entre Terre et Ciel, permettant aux hommes sages de grimper vers les hauts nimbes afin de connaître les secrets du cosmos et de la condition humaine sur terre. Elle fait aussi penser, dans l'Ancien Testament, à la Tour de Babel (Genèse 11,1-9) et à l'échelle du songe de Jacob (Genèse 28,11-19), montant jusqu'au Ciel.
La victoire du « petit » sur le « grand » rappelle l'épisode de la victoire de David sur le géant philistin Goliath, dans l'Ancien Testament (Premier Livre de Samuel 17,1-58). Dans la version « B.A.T. » du conte (1807), l'« ogre » est d'ailleurs décapité, tout comme Goliath dans le récit vétérotestamentaire.

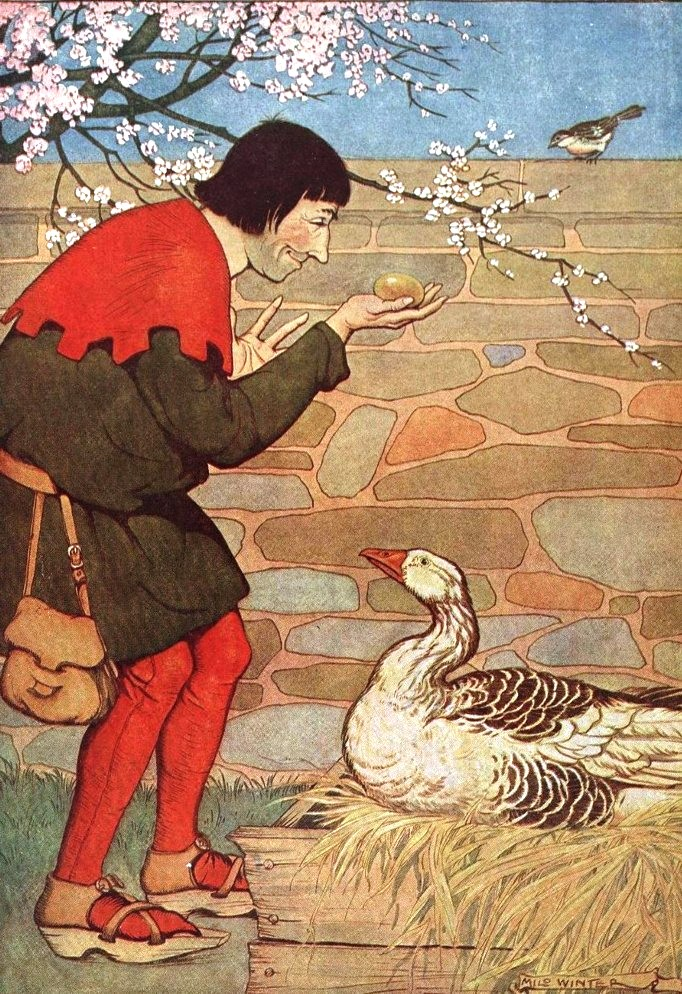
« L'oie qui pondait des œufs d'or », illustration d'une fable d'Ésope par Milo Winter, extraite de Æsop for Children. Le motif de la « poule » aux œufs d'or est repris dans le conte Jack et le Haricot magique.

Jack dérobe à l'ogre une poule aux œufs d'or, qui fait songer à l'oie aux œufs d'or de la fable d'Ésope (VIIe – VIe siècles avant l'ère chrétienne), sans toutefois reprendre de quelque façon que ce soit la morale ésopienne : aucun jugement moral n'est porté sur la cupidité dans Jack. Des animaux produisant de l'or se retrouvent dans d'autres contes, comme l'âne de Peau d'âne ou celui de Petite-table-sois-mise, l'Âne-à-l'or et Gourdin-sors-du-sac, mais le fait que la poule ponde des œufs d'or dans Jack ne joue pas de rôle particulier dans la façon dont l'histoire se développe. Dans leur Dictionnaire des symboles, Jean Chevalier et Alain Gheerbrant notent : « Dans la tradition celtique continentale et insulaire, l'oie est un équivalent du cygne [...]. Considérée comme une messagère de l'Autre Monde, elle fait l'objet, chez les Bretons, d'un interdit alimentaire, en même temps que le lièvre et la poule. »
Jack dérobe également une harpe d'or. Dans le même Dictionnaire des symboles, on peut lire que la harpe « relie le ciel et la terre. Les héros des Eddas veulent être brûlés avec une harpe à leur côté sur leur bûcher funèbre : elle les conduira vers l'autre monde. Ce rôle de psychagogue, la harpe ne le remplit pas seulement après la mort ; durant la vie terrestre, elle symbolise les tensions entre les instincts matériels représentés par son cadre de bois et par les cordes de lynx, et les aspirations spirituelles, figurées par les vibrations de ces cordes. Celles-ci ne sont harmonieuses que si elles procèdent d'une tension bien réglée entre toutes les énergies de l'être, ce dynamisme mesuré symbolisant l'équilibre de la personnalité et la maîtrise de soi. »

## Morale
Le conte montre un héros qui, sans scrupules, se cache dans la maison d'un individu et profite de la sympathie de la femme de celui-ci pour le voler et ensuite le tuer. Dans la version moralisée de Tabart, une fée explique à Jack que le géant a volé et tué son père, et les actes de Jack, de la sorte, sont transformés en une rétribution justifiée.
Jacobs, quant à lui, omet cette justification, en se basant sur le fait que, dans ses propres souvenirs du conte, entendu lorsqu'il était enfant, elle en était absente, et aussi avec l'idée que les enfants savent bien, sans qu'on soit obligé de le leur dire dans un conte, que le vol et le meurtre sont « mal ».
De nombreuses interprétations modernes ont suivi Tabart et ont dépeint le géant comme un méchant, terrorisant les petites gens et, souvent, dérobant des biens de valeur, de sorte que le comportement de Jack devient légitime. Par exemple, le film La Poule aux œufs d'or (Jack and the Beanstalk, 1952), avec Abbott et Costello, impute au géant les revers de fortune et la pauvreté de Jack, en le rendant coupable de voler, aux petites gens des terres situées au pied de sa demeure, de la nourriture et des biens, y compris la poule aux œufs d'or qui, dans cette version, appartient à l'origine à la famille de Jack. D'autres versions laissent entendre que le géant a volé la poule et la harpe au père de Jack. 
La morale du conte est cependant parfois contestée. Celle-ci fait par exemple l'objet d'un débat dans le film Graine de violence (Blackboard Jungle, 1955) de Richard Brooks, adaptation d'un roman d'Evan Hunter (i.e. Ed McBain).
La minisérie réalisée pour la télévision par Brian Henson en 2001, Jack et le Haricot magique (Jack and the Beanstalk : The Real Story) donne une version alternative du conte tout en laissant de côté les additions de Tabart. Le personnage de Jack s'y trouve considérablement assombri, Henson éprouvant de l'aversion pour les actions moralement critiquables du héros dans le conte original.

## Interprétations
Il existe diverses interprétations de ce conte.
Dans un premier temps, on peut lire les « exploits » de Jack dans le Monde céleste comme un récit onirique. C'est en effet la nuit, alors que Jack, privé de souper, dort, que la tige de haricots géante apparaît, et il n'est pas incongru de voir en celle-ci une création onirique générée par sa faim, et les aventures qui s'ensuivent comme découlant, notamment, du sentiment de culpabilité issu de l'échec de sa mission. La géante, la femme de l'ogre, est alors, en rêve, la projection de la mère de Jack, ce qui peut être interprété du fait que, lors de la première visite de Jack dans le Monde céleste, la géante adopte à son égard le comportement protecteur d'une mère. L'ogre, dès lors, représente le père absent, celui dont le rôle était de leur assurer à tous deux, à Jack et à sa mère, les moyens de subsistance, rôle dans lequel Jack est désormais amené à le suppléer. Dans le Monde céleste, Jack rejoint son père devenu ombre géante et menaçante – un ogre –, rivalise avec lui, qui cherche à le manger, et se montre finalement à la hauteur. En causant la mort de l'ogre, il accepte la mort de son père et prend conscience qu'il est de son devoir, à lui qui au départ était présenté comme un bon à rien, de prendre la relève. Il tranche ainsi également le lien qui attache et retient sa mère prisonnière du souvenir du père.
On peut également donner au conte des interprétations d'un point de vue plus large. Le géant que Jack assassine avant de se rendre maître de sa fortune pourrait représenter les « grands de ce monde » qui exploitent les « petites gens » et provoquent ainsi leur révolte, ce qui fait de Jack le héros d'une sorte de jacquerie.

## Illustrations
Réédité à de nombreuses reprises, le conte a été mis en image par des artistes célèbres tels que George Cruikshank (illustrateur d'œuvres de Charles Dickens), Walter Crane ou Arthur Rackham.

## Adaptations modernes

### Littérature
- 2021 : Jack et le haricot magique, roman de Vic Verdier (Les contes interdits, ADA).

### Cinéma

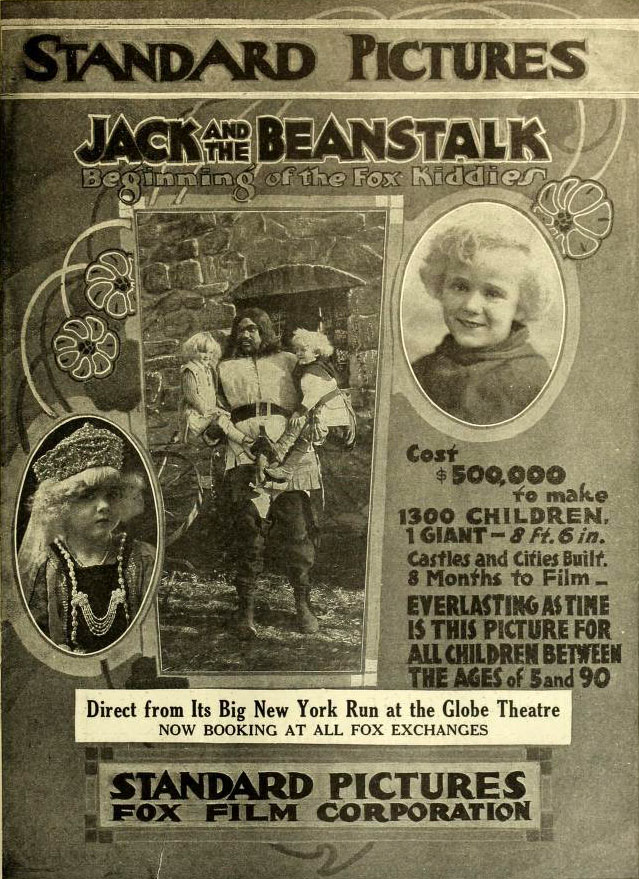
Jack and the Beanstalk (1917)

- 1902 : Jack and the Beanstalk, court-métrage d'une dizaine de minutes produit par Edison Manufacturing Company et réalisé par George S. Fleming et Edwin S. Porter, avec Thomas White (Jack)[26].
- 1912 : Jack and the Beanstalk ou Jack, the Giant Killer, court-métrage réalisé par J. Searle Dawley, avec Gladys Hulette (Jack), Harry Eytinge (le géant) et Gertrude McCoy.
- Jack and the Beanstalk, court-métrage avec Leland Benham (Jack) et Helen Badgley.
- 1917 : Jack et le Haricot magique (Jack and the Beanstalk), réalisé par Chester M. Franklin et Sidney Franklin, avec Francis Carpenter (Jack), Jim G. Traver (le géant), Virginia Lee Corbin, Jane Lee, Katherine Lee, Violet Radcliffe et Carmen De Rue.
- 1922 : Jack and the Beanstalk, produit et réalisé par Walt Disney.
- 1924 : Jack and the Beanstalk, court-métrage d'animation réalisé par Herbert M. Dawley.
- 1924 : Jack and the Beanstalk, court-métrage réalisé par Alfred J. Goulding, avec Baby Peggy et Blanche Payson.
- 1924 : L'Ogre (The Giant Killer)[27], court-métrage, mêlant prises de vue réelles et animation, réalisé par Walter Lantz, avec en vedette le personnage de Dinky Doodle (personnage créé en 1916 et considéré comme l'un des premiers personnages de dessin animé).
- 1931 : Jack and the Beanstalk, court-métrage d'animation réalisé par Dave Fleischer, avec en vedette le personnage de Betty Boop.
- 1933 : Mickey au pays des géants (Giantland), court-métrage d'animation produit par Walt Disney et réalisé par Burton Gillett, avec en vedette, comme le titre l'indique, le personnage de Mickey.
- 1933 : Jack and the Beanstalk[27], court-métrage d'animation réalisé par Ub Iwerks[28] d'après un scénario de Ben Hardaway, collaboration de Shamus Culhane, musique de Carl W. Stalling (non crédité).
- 1943 : Bugs Bunny et le Haricot magique (Jack-Wabbit and the Beanstalk), court-métrage d'animation réalisé par Friz Freleng, musique de Carl W. Stalling, avec en vedette le personnage de Bugs Bunny.
- 1947 : Mickey et le Haricot magique, séquence du long métrage d'animation de Disney Coquin de printemps, réalisée par Hamilton Luske et Bill Roberts, avec en vedette, encore une fois, le personnage de Mickey.
- 1952 : La Poule aux œufs d'or[29](Jack and the Beanstalk), réalisé en noir et blanc pour la partie contemporaine, et en couleurs pour l'époque du conte fantastique[30] par Jean Yarbrough, avec Lou Costello (Jack), Buddy Baer (le géant), et l'éternel comparse de Costello, Bud Abbott.
- 1955 : Jack and the Beanstalk ou Jack the Giant Killer[27], court-métrage d'animation (technique des « ombres chinoises ») britannique réalisé par Lotte Reiniger[28], musique de Freddie Phillips.
- 1955 : Graine de violence de Richard Brooks qui intègre dans son film le dessin animé de Jack et le Haricot magique pour illustre le cours du personnage Richard Dadier sur la tolérance à ses élèves.
- 1967 : Shônen Jakku to Mahô-tsukai (aux États-Unis : Jack and the Witch), film d'animation japonais réalisé par Taiji Yabushita.
- 1970 : Jack and the Beanstalk, réalisé par Barry Mahon, avec Mitch Poulos (Jack) et Renato Boracherro (le géant).
- 1974 : Jack and the Beanstalk, film d'animation américano-japonais réalisé par Gisaburo Sugii[31].
- 2013 : Jack le chasseur de géants (Jack the Giant Slayer), long métrage réalisé par Bryan Singer, avec Nicholas Hoult dans le rôle de Jack.
- 2015 : Into the Woods, film musical mettant en scène des personnages de contes de fées avec Daniel Huttlestone dans le rôle de Jack.

### Télévision et vidéo
- 1967 : Jack et le Haricot magique (Jack and the Beanstalk), produit par Gene Kelly, William Hanna et Joseph Barbera, réalisé par Gene Kelly, musique de Lennie Hayton, avec Gene Kelly, Bobby Riha (Jack) et Ted Cassidy (le géant). Le film, qui dure une cinquantaine de minutes et mêle prises de vue réelles et animation, met l'accent sur la musique et la danse.
- 1973 : The Goodies and the Beanstalk, épisode d'une série britannique mettant en scène les Goodies, trio d'acteurs composé de Tim Brooke-Taylor, Graeme Garden et Bill Oddie.
- 1974 : Jack and the Beanstalk, avec Peter Jeffrey.
- 1993 : Jack et le Haricot magique (vidéo), court-métrage d'animation réalisé par Kōji Morimoto, collection « Anime Art Video[32] ».
- 1998 : Jack and the Beanstalk, téléfilm britannique réalisé par John Henderson, avec Neil Morrissey (Jack), Griff Rhys Jones et Peter Serafinowicz.
- 2001 : Jack et le Haricot magique (Jack and the Beanstalk : The Real Story), réalisé par Brian Henson, avec Matthew Modine (Jack), Vanessa Redgrave, Mia Sara, Daryl Hannah, Jon Voight et J.J. Feild (Jack enfant).
- 2010 : Jack and the Beanstalk, téléfilm américain réalisé par Gary J. Tunnicliffe avec Colin Ford, Chloë Moretz et Christopher Lloyd
- 2010 : Simsala Grimm, dessin animé allemand, saison 2 épisode 1 : Jack et le Haricot magique (Hans und die Bohnenranke)
- 2013 : La série télévisée Once Upon a Time propose sa propre version du conte. « Jack » est ici une femme, et se nomme en réalité Jacqueline. Dans l'univers de la série, Jacqueline s'allie au prince James (le jumeau de charmant) et manipule minus le géant en se faisant passer pour ses amis et mieux voler ses richesses, et les haricots magiques ;
- 2013 : Tom et Jerry : Le Haricot géant, téléfilm d'animation revisitant le conte avec Tom et Jerry.

### Jeux vidéo
- Une tentative d'adaptation sur Nintendo a été annulée.
- Il existe une version Amstrad CPC.
- Il existe aussi une version pour Commodore 64 appelée Jack and the Beanstalk (© 1984, Thor Computer Software).
- En 2008, 24 contes de Grimm ont été adaptés en 24 épisodes d'un jeu vidéo téléchargeable nommé American McGee's Grimm créé par le créateur américain American McGee connut également pour le jeu American McGee's Alice. Le jeu consiste à rendre glauques et horrifiques les contes des frères Grimm, brisant ainsi le thème des Happily Ever After. Parmi les 24 épisodes, Jack et le Haricot magique est sorti début 2009, dans la saison 3.

### Spectacles
- Jack et le Haricot magique, comédie musicale d'inspiration rock[33], créée par Georges Dupuis et Philippe Manca (cd Naïve/FGL[34]/Tremolo)
- La Véritable Histoire du haricot magique, spectacle conte et musique de François Vincent – disque enregistré aux éditions Ouï-dire.
- Jack et le Haricot magique, œuvre pour orchestre symphonique et récitant de Sacha Chaban – commande de l'Ensemble orchestral de Bordeaux sous la direction de Lionel Gaudin-Villard.

### Versions/ éditions du conte
- (en) [Crane] Jack and the Beanstalk, George Routledge and Sons, Londres, 1875. Jack and the Bean-stalk, dans The Blue Beard Picture Book, Walter Crane ill., George Routledge and Sons, Londres, [ca.1875]. – Texte en ligne avec fac-similé sur le site de la University of Southern Mississippi (USM).
- (en) George Cruikshank (éd., ill.), « The History of Jack & the Bean-Stalk », dans Fairy Library, David Bogue, Londres, [v.1853-1854]. – Notice et fac-similé d'un exemplaire mutilé sur le site The Hockliffe Project.
- (en) [Hartland] « Jack and the Beanstalk », dans Edwin Sidney Hartland (éd.), English Fairy and Other Folk Tales, The Walter Scott Publishing Company, Londres, [v.1890]. – Texte en ligne sur le site surlalune.com.
- (en) [Jacobs] « Jack and the Beanstalk », dans Joseph Jacobs (éd.), English Fairy Tales, David Nutt, Londres, 1890. – Texte en ligne sur le site surlalune.com.
- (en) [Lang] « Jack and the Beanstalk », dans Andrew Lang (éd.), The Red Fairy Book, Longmans, Green and Company, Londres, 1890. – Texte en ligne sur le site surlalune.com.
- (en) [McLoughlin] « Jack & the Beanstalk », R. Andre(?) ill., McLoughlin Bros., coll. « Young Folks series », New York, 1888.
- (en) [Nesbit] « Jack and the Beanstalk », dans E. Nesbit, The Old Nursery Stories, W. H. Margetson ill., Henry Frowde and Hodder & Stoughton, coll. « Children's Bookcase », Londres, 1908. – Texte en ligne avec fac-similé sur le site de la University of Southern Mississippi (USM).
- (en) [Orr] « Jack and the Bean-stalk », dans The History of Jack and the Bean-stalk [and Michael Scott], Francis Orr & Sons, Glasgow, [1820]. – Texte en ligne avec fac-similé sur le site de la University of Southern Mississippi (USM).
- (en) [Park] Park's Surprising History of Jack and the Bean Stalk, detailing his journeys up the bean stalk, the way in which he obtained possession of the bags of gold, and effected the destruction of the ogre, by chopping down the bean stalk, A. Park, Londres, [v.1840]. – Notice et fac-similé sur le site The Hockliffe Project.
- (en) [Parsons] « Jack and the Bean-Pole », dans Elsie Clews Parsons (éd.), « Tales from Maryland and Pennsylvania », dans The Journal of American Folklore, vol. 30, no 116 (avril-juin 1917). – Texte en ligne sur le site surlalune.com.
- (en) Arthur Rackham, Arthur Rackham Book of Pictures, W. Heinemann, Londres, 1913.
- (en) [Reynolds] « Jack and the Bean-stalk : A New Version », dans Jack and the Bean-stalk, and Little Jane and Her Mother, Wm. J. Reynolds and Co., Boston, 1848]. – Texte en ligne avec fac-similé sur le site de la University of Southern Mississippi (USM).
- (en) [Tabart] The History of Jack and the Bean-stalk, Benjamin Tabart - Juvenile and School Library, Londres, 1807. – Notice et fac-similé sur le site The Hockliffe Project.
- (en) [Vredenberg] « Jack and the Beanstalk », dans Edric Vredenberg et al. (éd.), Old Fairy Tales, Frances Brundage, E. J. Andrews et al. ill.,Raphael Tuck & Sons, Londres, [av.1919]. – Texte en ligne avec fac-similé sur le site de la University of Southern Mississippi (USM).

### Études
- (en) Christine Goldberg, « The Composition of Jack and the Beanstalk », dans Marvels & Tales, vol. 15, no 1 (2001), p. 11-26. – En ligne sur le site Project Muse.
- (en) Matthew Orville Grenby, « Tame Fairies Make Good Teachers : The Popularity of Early British Fairy Tales », dans The Lion and the Unicorn, 30.1 (janvier 2006).
- (en) Iona et Peter Opie, The Classic Fairy Tales, New York, Oxford University Press, New York, 1974.
- (en) Geoffrey Summerfield, « The Making of The Home Treasury », dans Children's Literature, 8 (1980).
- (en) Maria Tatar, The Annotated Classic Fairy Tales, W.W. Norton, 2002  (ISBN 0-393-05163-3).
- (en) Maria Tatar, Off with Their Heads ! : Fairy Tales and the Culture of Childhood, Princeton University Press, Princeton, 1992  (ISBN 0-691-06943-3).

### Symbolique
- (fr) Jean Chevalier, Alain Gheerbrant, Dictionnaire des symboles : Mythes, rêves, coutumes, gestes, formes, figures, couleurs nombres, Robert Laffont, Paris, ach. impr. 1992.  (ISBN 2-221-01053-1).
- (fr) Mircea Eliade, Images et symboles, Gallimard, coll. « Tel, 44 », Paris, 1992  (ISBN 9-782070-286652). Chapitre « Symbolisme du "centre" », p. 33-72 et, en particulier, p. 59-65 : « Symbolisme de l'ascension ». – Éd. or. : coll. « Les Essais », 1952.

### Sur les adaptations
- (en) Joe Nazzaro, « Back to the Beanstalk », dans Starlog Fantasy Worlds, février 2002.